# Vladimir Leshonok
Vladimir Olegovich Leshonok (tiếng Nga: Владимир Олегович Лешонок; sinh ngày 14 tháng 8 năm 1984) là một cầu thủ bóng đá người Nga. Anh thi đấu cho FC Tyumen.

## Sự nghiệp câu lạc bộ
Anh có màn ra mắt tại Giải bóng đá ngoại hạng Nga năm 2004 cho F.K. Spartak Moskva. Anh thi đấu 5 games and scored 1 goal tại UEFA Intertoto Cup 2004 cho F.K. Spartak Moskva.